# Zven
Jesper Svenningsen, más conocido como Zven (anteriormente Niels) es un jugador profesional de League of Legends danés. Ocupa el rol inferior en el equipo norteamericano Cloud9. Anteriormente jugó para los equipos Team SoloMid, Origen, G2 Esports y SK Gaming.

## Carrera profesional
Durante el 2014, Jesper asistió a varios torneos, en los cuales pudo demostrar sus habilidades en la posición de AD Carry. En 2015, su carrera profesional comenzaría cuando Origen decide incorporarlo a su alineación junto con otros dos jugadores para comenzar su equipo de League of Legends.
Durante la primera mitad del 2015, Zven, bajo el nombre de Niels compite en los Open Qualifiers y en la Challenger Series de Europa, para finalmente ascender a la LCS, imponiéndose en la final de esta última por 3-0. Zven y su equipo se consagrarían como subcampeones de la LCS Europea, perdiendo la final por un juego contra Fnatic. Zven se destacó entre los novatos (jugadores que están jugando por primera vez en la LCS), y recibió por ello el reconocimiento de Rookie of the Split
Tras el segundo puesto de Zven y Origen, el sistema de calificación al campeonato mundial no les permitía calificar automáticamente, pero les da una oportunidad dentro de la repesca europea. Origen finaliza en primer puesto y se califica al campeonato mundial.
En el campeonato mundial, superan las expectativas, y finalizan en tercer/cuarto puesto, eliminados por los posteriormente campeones SK Telecom T1
Zven permanece junto con Origen, ganando el IEM San Jose a finales de 2015. El equipo luego finaliza segundo en el torneo europeo. Zven y su soporte, Mithy, son contratados por G2 Esports para la segunda mitad de 2016.
En su nuevo equipo, demuestra alto nivel de juego en las partidas, y ganan el torneo europeo, calificándose así a la edición 2016 del campeonato mundial.